# 10 de Noviembre-El Puente
10 de Noviembre-El Puente ist Teil der Ortschaft „10 de Noviembre“ im Departamento Santa Cruz im Tiefland des südamerikanischen Andenstaates Bolivien.

## Lage im Nahraum
10 de Noviembre-El Puente ist der viertgrößte Ort des Municipio El Puente in der Provinz Guarayos im nordwestlichen Teil des Departamentos Santa Cruz. Die Ortschaft liegt auf einer Höhe von 222 m zweiundzwanzig Kilometer westlich des nach Norden fließenden Río San Julián, der in seinem weiteren Verlauf den Namen Río Pablo und Río Itonomas trägt und zum Río Iténez hin entwässert.

## Geographie
10 de Noviembre-El Puente liegt in der Moxos-Ebene (Llanos de Moxos), einer mehr als 100.000 km² großen Überschwemmungssavanne im nördlichen Tiefland von Bolivien. Das Klima der Region ist ein semi-humides Klima der warmen Tropen.
Die mittlere Durchschnittstemperatur der Region liegt bei etwa 25 °C (siehe Klimadiagramm San Ramón), die Monatswerte schwanken im Jahresverlauf nur geringfügig zwischen 21 und 22 °C in den Wintermonaten Juni und Juli mit kräftigen kalten Südwinden, und 26 bis 27 °C von Oktober bis März. Die jährliche Niederschlagsmenge liegt im langjährigen Mittel bei etwa 1000 mm, die vor allem in der Feuchtezeit von November bis März fällt, während die ariden Monate von Juli bis September Monatswerte zwischen 25 und 50 mm aufweisen.

## Verkehrsnetz
10 de Noviembre-El Puente liegt in einer Entfernung von 282 Straßenkilometern nördlich von Santa Cruz, der Hauptstadt des Departamentos.
Von Santa Cruz aus führt die asphaltierte Nationalstraße Ruta 4 über 47 Kilometer in östlicher Richtung über Cotoca nach Pailón. Hier trifft sie auf die Ruta 9, die in nördlicher Richtung über Los Troncos, San Julián und San Ramón nach 206 Kilometern die Stadt El Puente erreicht. Dort zweigt eine unbefestigte Landstraße in südwestlicher Richtung ab, überquert nach acht Kilometern den Río San Julián und erreicht nach weiteren zweiundzwanzig Kilometern die Ortschaft 10 de Noviembre-El Puente.

## Bevölkerung
Die Einwohnerzahl der Ortschaft ist im vergangenen Jahrzehnt leicht angestiegen:
| Jahr | Einwohner         | Quelle       |
| ---- | ----------------- | ------------ |
| 1992 | keine Detaildaten | Volkszählung |
| 2001 | 316               | Volkszählung |
| 2012 | 368               | Volkszählung |
| 2024 |                   | Volkszählung |

Aufgrund der seit den 1960er Jahren durch die Politik geförderten Zuwanderung indigener Bevölkerung aus dem Altiplano weist die Region einen nicht unerheblichen Anteil an Quechua-Bevölkerung auf, im Municipio El Puente sprechen 22,4 Prozent der Bevölkerung Quechua.